# Ulica Jadowska w Warszawie
Ulica Jadowska – ulica w dzielnicy Praga-Północ w Warszawie.

## Historia
Ulica Jadowska została wytyczona latach 1928-30, w ostatnim etapie parcelacji Szmulowizny, przyłączonej do Warszawy w roku 1889. Po jej obu stronach wytyczono osiem parcel, zabudowanych wkrótce skromnymi trzypiętrowymi kamienicami; równocześnie wystawiono nowoczesne latarnie gazowe o konstrukcji z lat dwudziestych XX wieku. Nazwa ulicy pochodzi od miejscowości Jadów.
W okresie okupacji zniszczeniu uległa zabudowa parzystej strony ulicy; ocalały dwa zespoły bliźniaczych kamienic pod nr. 5/5A i 7, oraz pięć latarni gazowych, przerobionych w latach 90. XX wieku na elektryczne.
Pod numerem 2 znajduje się piekarnia i Warszawskie Muzeum Chleba.